# Ademuz

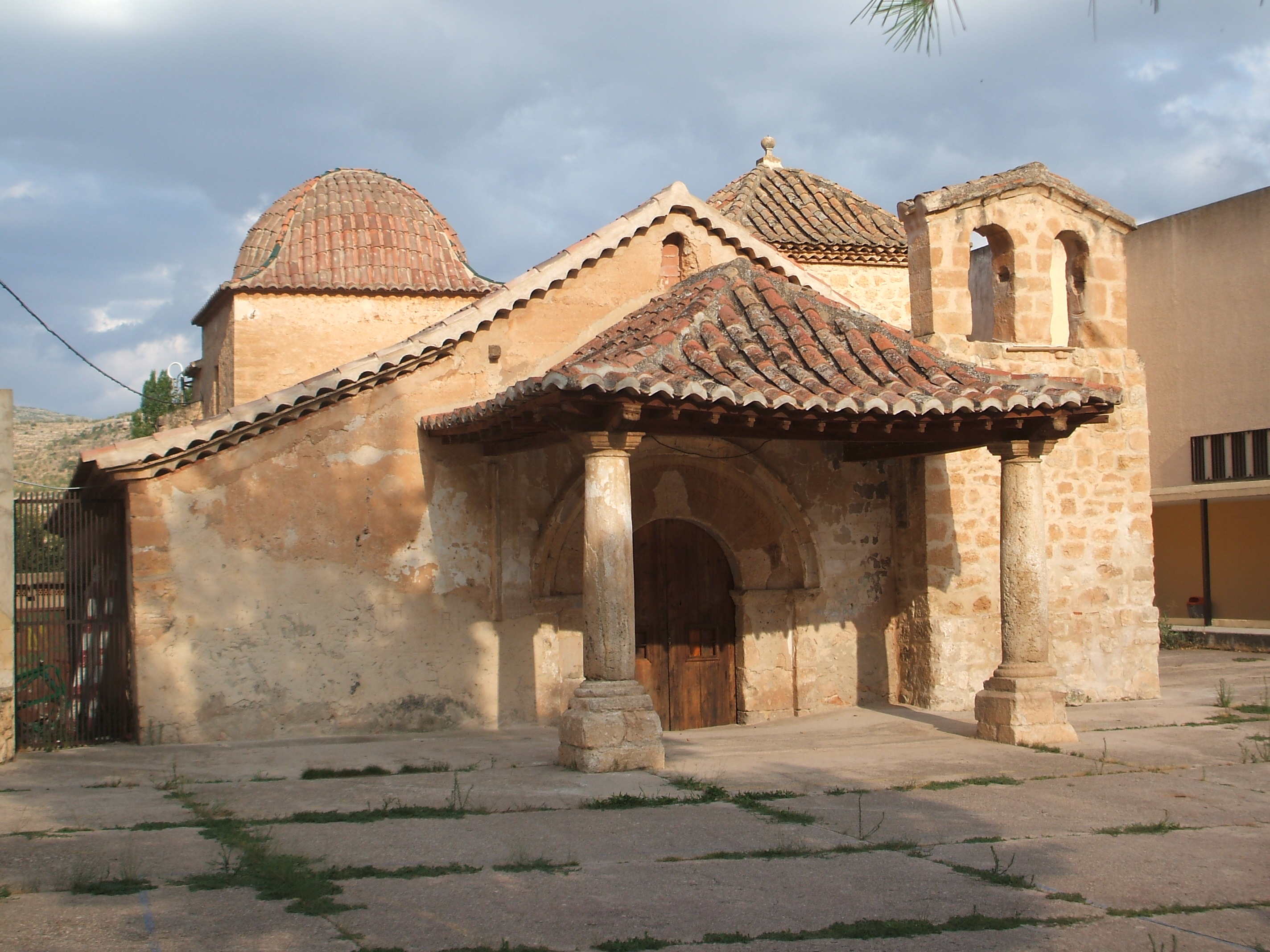
Chiesa della Madonna della Huerta. Ademuz. XIV sec.

Ademuz is een gemeente in de Spaanse provincie Valencia in de regio Valencia met een oppervlakte van 100 km². Ademuz telt 1.137 inwoners (1 januari 2016).